# Könige für einen Tag
Könige für einen Tag ist ein unautorisiertes Kompilationsalbum der deutschen Rockband Böhse Onkelz. Es wurde am 21. März 1994 über das Label Metal Enterprises veröffentlicht.

## Hintergrund
Die Böhsen Onkelz hatten bereits 1990 das Label Metal Enterprises aufgrund dessen immer größer werdenden neonazistischen Tendenzen verlassen. Auch vier Jahre nach dem Weggang der Band versuchte Ingo Nowotny, Besitzer des Labels, noch mit dem Material der Gruppe Geld zu verdienen und veröffentlichte die Kompilation Könige für einen Tag.

## Inhalt
Die zehn für Könige für einen Tag ausgewählten Lieder wurden den im Zeitraum von 1988 bis 1990 auf Metal Enterprises veröffentlichten Studioalben der Band entnommen. So stammen fünf Songs vom Album Kneipenterroristen, drei Stücke von Es ist soweit und zwei Titel aus der EP Lügenmarsch.

## Covergestaltung
Das Albumcover zeigt in bräunlichen Farbtönen die Schriftzüge Böhse Onkelz und Könige für einen Tag sowie einen doppelköpfigen Adler auf schwarzem Hintergrund.

## Titelliste
| #  | Titel                            | Länge | Original-Album     |
| -- | -------------------------------- | ----- | ------------------ |
| 1  | Leiden                           | 4:03  | Es ist soweit      |
| 2  | Nekrophil                        | 4:03  | Es ist soweit      |
| 3  | Könige für einen Tag             | 4:08  | Lügenmarsch        |
| 4  | Hast du Sehnsucht nach der Nadel | 3:51  | Es ist soweit      |
| 5  | Lügenmarsch                      | 4:26  | Lügenmarsch        |
| 6  | Freddy Krüger                    | 4:13  | Kneipenterroristen |
| 7  | Guten Tag                        | 4:35  | Kneipenterroristen |
| 8  | Tanz der Teufel                  | 4:15  | Kneipenterroristen |
| 9  | Religion                         | 3:47  | Kneipenterroristen |
| 10 | Ein guter Freund                 | 2:58  | Kneipenterroristen |

## Chartplatzierungen
Obwohl die Veröffentlichung von der Band nicht autorisiert war, erreichte das Album Platz 16 in den österreichischen Charts und konnte sich sieben Wochen in den Top 100 halten.

## Vertriebsverbot
Den Böhsen Onkelz gelang es 1994, die Verbreitung von Könige für einen Tag gerichtlich zu verbieten, da das Cover aus Sicht der Band und zahlreicher anderer Betrachter „einen nationalistischen Eindruck vermittelte“.